# Kirche der Gottesmutter von Gietrzwałd (Kociołek Szlachecki)
Die Kirche der Gottesmutter von Gietrzwałd in Kociołek Szlachecki (deutsch Adlig Kessel) ist eine der 14 Jubiläumskirchen, die um die Wende zum 20. Jahrhundert zur Erinnerung an die Krönung des Kurfürsten von Brandenburg zum König in Preußen in Königsberg im Jahre 1701 errichtet wurden. Bis 1977 war sie ein evangelisches Gotteshaus und bis 1945 Pfarrkirche des ostpreußischen Kirchspiels Adlig Kessel. Seit 1987 ist sie gottesdienstliches Zentrum der katholischen Pfarrei Kociołek Szlachecki in der polnischen Woiwodschaft Ermland-Masuren.

## Geographische Lage
Kociołek Szlachecki liegt in der östlichen Woiwodschaft Ermland-Masuren. Die Kirche befindet sich im Nordwesten des Ortes auf der östlichen Seite der polnischen Landstraße 63.

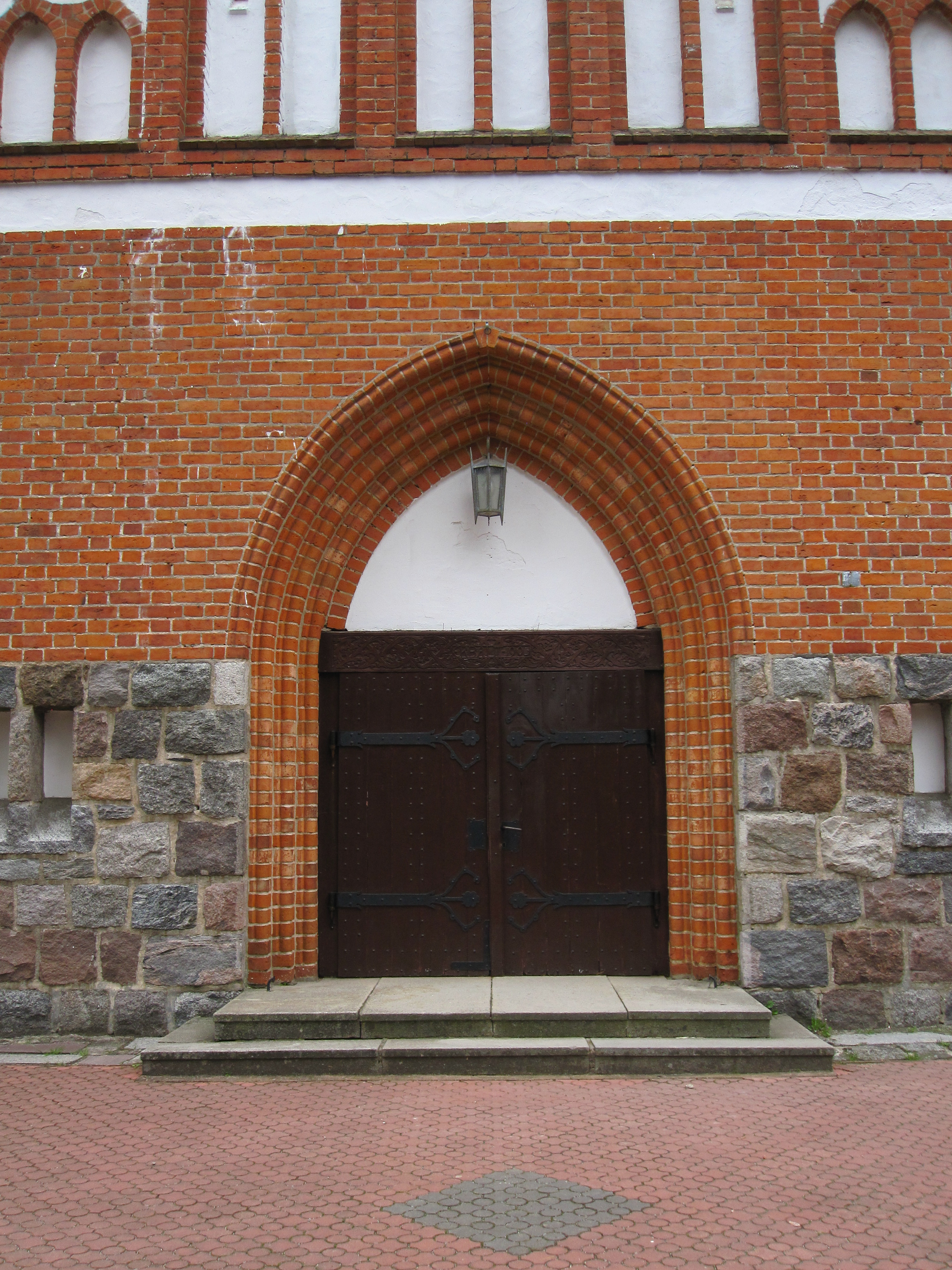
Das Eingangsportal der Kirche

## Kirchengebäude
Der Grundstein der in Erinnerung an die Königskrönung Friedrichs III. von Brandenburg im Jahr 1701 in Königsberg (Preußen) (russisch Kaliningrad) erbauten Jubiläumskirche in Adlig Kessel wurde am 11. September 1904 gelegt. Nach eineinhalbjähriger Bauzeit wurde sie am 1. März 1906 feierlich eingeweiht. Es handelt sich um einen unter Anlehnung an mittelalterliche Formen errichteten Bau mit Seitenschiff und einem seitwärts stehenden Turm auf Feldsteinfundament und geradem Schluss des Altarraums.
Der Innenraum mit Seitenempore ist schlicht. Eine flache Holzdecke überzieht den von Karl Busch aus Berlin ausgemalten Raum. In der Altarnische befindet sich ein Kreuzgewölbe. Der Altar besteht aus einem festen Unterbau, auf dem sich ein Holzkruzifix erhebt. Die Kanzel ist aus Holz gearbeitet. Die Orgel wurde von Orgelbaumeister Bruno Göbel aus Königsberg (Preußen) erbaut. Das Geläut besteht aus zwei Glocken.
Bis zum Jahr 1977 war die Kirche ein evangelisches Gotteshaus, zuletzt im Besitz der Evangelisch-Augsburgischen Kirche in Polen. Zwischen 1978 und 1987 wurde sie einer grundlegenden Sanierung unterzogen, bis sie 1987 katholische Pfarrkirche wurde, die jetzt den Namen der Gottesmutter von Gietrzwałd nach den Dietrichswalder Marienerscheinungen trägt.

## Kirchengemeinden

### Evangelisch

#### Kirchengeschichte
Die evangelische Kirchengemeinde wurde in Adlig Kessel im Jahre 1895 gegründet und war bis 1945 dem Kirchenkreis Johannisburg zugeordnet. Das Kirchspiel mit seinen – im Jahre 1925 – 2.793 Gemeindegliedern gehörte zur Kirchenprovinz Ostpreußen der Kirche der Altpreußischen Union. Es war patronatslos, und es bestand Gemeindewahl. Im Jahre 1945 brach aufgrund von Flucht und Vertreibung der einheimischen Bevölkerung das kirchliche Leben ein. Die heute hier lebenden wenigen evangelischen Einwohner orientieren sich zur Kirchengemeinde in der Kreisstadt Pisz (Johannisburg) in der Diözese Masuren der Evangelisch-Augsburgischen Kirche in Polen.

#### Kirchspielorte
Neben dem Pfarrort gehörten bis 1945 zum Kirchspiel Adlig Kessel:
| Name                              | Polnischer Name  |  | Name                        | Polnischer Name |
| --------------------------------- | ---------------- |  | --------------------------- | --------------- |
| Bilitzen* 1938–1945 Waldenfried   | Bielice          |  | Quicka*                     | Kwik            |
| Groß Zechen                       | Szczechy Wielkie |  | Rostken*                    | Rostki          |
| Hedwigshof                        |                  |  | Sachasch                    | Zacharz         |
| Klein Zechen                      | Szczechy Małe    |  | Sdorren* 1938–1945 Dorren   | Zdory           |
| Lischijami 1938–1945 Abbau Dorren | Lisie Jamy       |  | Spirdingswerder             | Szeroki Ostrów  |
| Lissuhnen* 1938–1945 Lissuhnen    | Łysonie          |  | Trzonken* 1938–1945 Mövenau | Trzonki         |
| Nippen                            | Nipy             |  | Wiska                       |                 |
| Pilchen*                          | Pilchy           |  | Wolka (Forst)               |                 |

#### Pfarrer

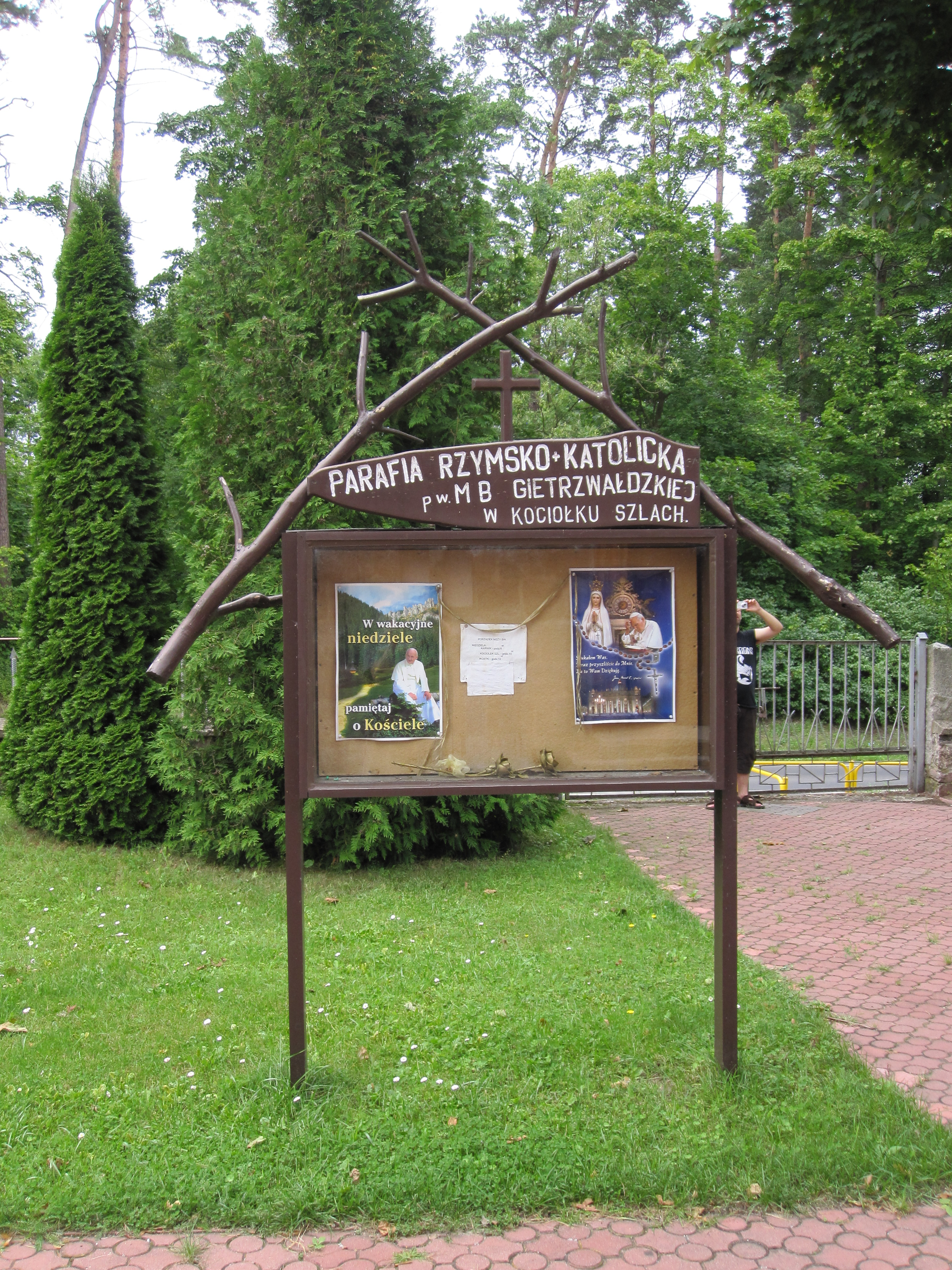
Infokasten der Pfarrei

An der Kirche Adlig Kessel amtierten als evangelische Geistliche:
| - Friedrich Karl Mitzka, 1896–1908 - Emil Salewski, 1909–1915 - Gottfried Salett, 1916–1932 - Helmut Hildebrandt, 1932–1939 - Horst Kopania, 1939–1945 |

### Katholisch
Lebten vor 1945 in der Region Adlig Kessels nur sehr wenige katholische Kirchenglieder, so stieg ihre Zahl in Kriegsfolge stark an, als sich zahlreiche polnische Neubürger – fast ausnahmslos katholischer Konfession – in Kociołek  Szlachecki ansiedelten. Fühlten sich die katholischen Einwohner bis 1945 zur Pfarrkirche in Johannisburg im Dekanat Masuren II – mit Sitz in Johannisburg – innerhalb des Bistums Ermland zugehörig, so bildete sich in Kociołek  Szlachecki eine eigene Pfarrei, die dem Dekanat Pisz im Bistum Ełk der Römisch-katholischen Kirche in Polen zugeordnet wurde. Der Pfarrei wurden die Filialkirchen in Karwik und Rostki (Rostken) beigegeben.